# Шоварна (комуна)
Шоварна (рум. Șovarna) — комуна у повіті Мехедінць в Румунії. До складу комуни входять такі села (дані про населення за 2002 рік):
- Охаба (395 осіб)
- Студіна (160 осіб)
- Шоварна (895 осіб)

Комуна розташована на відстані 264 км на захід від Бухареста, 26 км на північний схід від Дробета-Турну-Северина, 99 км на північний захід від Крайови.

## Населення
За даними перепису населення 2002 року у комуні проживали 1450 осіб, усі — румуни. Усі жителі комуни рідною мовою назвали румунську.
Склад населення комуни за віросповіданням:
| Релігія        | Кількість осіб | Відсоток |
| -------------- | -------------- | -------- |
| православні    | 1439           | 99,2%    |
| п'ятдесятники  | 7              | 0,5%     |
| баптисти       | 3              | 0,2%     |
| греко-католики | 1              | 0,1%     |